# József Holdosi
József Holdosi (ur. 1951, zm. 2005) – węgierski pisarz narodowości romskiej.
Wcześnie stracił ojca, wychowywała go matka, czytać umiał przed pójściem do szkoły, w czwartej klasie pisywał bajki, w gimnazjum wiersze. Po ukończeniu studiów zamieszkał w Szombathely, gdzie podjął pracę nauczyciela historii i języka węgierskiego w szkole średniej.
Debiutował w 1978 roku powieścią "Kányák" ("Królewskie węże" – wyd. pol. 1989), prezentującą obraz życia Romów na Węgrzech w XX wieku. W 1982 roku ukazała się następna książka Holdosiego "Glórias. Dac" (Chodzący w glorii. Upór), zawierająca dwie mikropowieści.